# Reino de Kartli
El reino de Kartli  (en georgiano: ქართლის სამეფო) fue un estado feudal que existió desde los años 1466-1484 hasta 1727, que tenía la ciudad de Tiflis como capital. Durante gran parte de ese tiempo el reino fue vasallo del Imperio persa

## Historia
En el siglo XV, después de una larga decadencia económica y política, Georgia se convirtió en vecino del excesivamente volátil y agresivo Imperio otomano y desde el  siglo XVI, del Imperio safávida, lo que provocó que el reino estuviera en un estado casi permanente de guerra o bajo el gobierno de los persas en sus casi tres siglos de existencia. 
En ese momento, el reino de Georgia experimentaba un alto grado de inestabilidad civil, separatismo feudal y guerras civiles. La derrota de Jorge VIII en la batalla de Chijori contra el noble rebelde Bagrat, que se proclamó a sí mismo como rey de Imericia (más o menos la actual región de Imericia), marcó el comienzo de la desintegración final de la unificada monarquía georgiana y del Estado. En 1465 Jorge VIII fue capturado por Qvarqvare II Jaqeli, el atabeg de Samtsje. Sintiendo que esa era su oportunidad, Bagrat VI inmediatamente se proclamó rey de Kartli y tomó el control de la misma en 1466. Kvarkvare, temiendo que Bagrat adquiriese demasiado poder, liberó a Jorge VIII de su cautiverio, pero el rey ya no pudo recuperar la corona y sólo logró proclamarse rey de Kajetia, creando una mayor fragmentación. Bagrat VI continuó gobernando Kartli hasta 1478, cuando fue desafiado por un nuevo pretendiente al trono, Constantino II. 
Las luchas feudales internas continuaron incluso durante el reinado de Constantino, quien perdió la batalla de Aradeti contra Qvarqvare en 1483, momento que aprovechó Alejandro, hijo de Bagrat VI, para en 1484 proclamarse a sí mismo como rey de toda la Georgia occidental. Los intentos de Constantino II, en 1489, para restablecer su dominio sobre el Reino Unido de Kartli-Imereti fueron infructuosos. En 1490, se vio obligado finalmente a reconocer la división del reino georgiano en el reino de Kartli (1484-1762) (hoy Kartli), el reino de Imericia, el reino de Kajetia y el Principado de Mesjetia (hoy Mtsjeta). Desafortunadamente, el reconocimiento de esas monarquías rivales no dio lugar a la paz entre los nuevos reinos. Poco después de llegar al poder, Jorge II de Kajetia lanzó una expedición contra Kartli, con la intención de deponer al rey David X  y conquistar su reino. Bagrat, el hermano de David, defendió con éxito el reino y logró capturar a Jorge II en una emboscada. La paz no duró en el oeste tampoco, cuando David X debió de enfrentar las incursiones de Alejandro II de Imericia, que fue algo menos exitosa que la de su homólogo kajetio. En 1513 el reino de Kartli logró conquistar Kajetia pero solo por un corto período de tiempo; el reino de Kajetia fue restaurado con el apoyo de los nobles locales por Leván de Kajetia, hijo y heredero de Jorge II, en 1520.
Desde la mitad del siglo XVI hasta su disolución en 1762, Kartli estuvo bajo el intermitente gobierno persa y fue una parte integral de varias de sus dinastías. Pagó regularlmente tributos y envió regalos (pīškeš) para el sah en forma de jóvenes, hombres y mujeres, caballos y vinos.